# Walking with a Ghost
Walking with a Ghost è un EP del gruppo statunitense dei The White Stripes pubblicato a dicembre 2005, sei mesi dopo Get Behind Me Satan.

## Tracce
1. Walking with a Ghost (Sara Quin, Tegan Quin) – 2:47
2. Same Boy You've Always Known (live) – 3:12
3. As Ugly as I Seem (live) – 5:04
4. The Denial Twist (live) – 2:35
5. Screwdriver (live) – 5:15